# Onthophagus ochii
Onthophagus ochii là một loài bọ cánh cứng trong họ Bọ hung (Scarabaeidae).